# Donões
Donões é uma povoação portuguesa do Município de Montalegre que foi sede da extinta Freguesia de Donões, freguesia que tinha 9,39 km² de área e 62 habitantes (2011). A sua densidade populacional era 6,6 hab/km².
A Freguesia de Donões foi extinta (agregada) pela reorganização administrativa de 2012/2013, tendo o seu território sido agregado ao das Freguesias de Cambeses do Rio e de Mourilhe para criar a União de Freguesias de Cambeses do Rio, Donões e Mourilhe.

## População
| Número de habitantes | Número de habitantes | Número de habitantes | Número de habitantes | Número de habitantes | Número de habitantes | Número de habitantes | Número de habitantes | Número de habitantes | Número de habitantes | Número de habitantes | Número de habitantes | Número de habitantes | Número de habitantes | Número de habitantes |
| -------------------- | -------------------- | -------------------- | -------------------- | -------------------- | -------------------- | -------------------- | -------------------- | -------------------- | -------------------- | -------------------- | -------------------- | -------------------- | -------------------- | -------------------- |
| 1864                 | 1878                 | 1890                 | 1900                 | 1911                 | 1920                 | 1930                 | 1940                 | 1950                 | 1960                 | 1970                 | 1981                 | 1991                 | 2001                 | 2011                 |
| 224                  | 235                  | 209                  | 246                  | 274                  | 246                  | 244                  | 269                  | 318                  | 277                  | 152                  | 111                  | 83                   | 72                   | 62                   |

(Obs.: Número de habitantes "residentes", ou seja, que tinham a residência oficial neste concelho à data em que os censos  se realizaram.)

## Património
- Igreja Matriz de Donões;
- Capela de Santo Amaro;
- Capela da Senhora dos Prazeres.